# Andromeda (mitologija)
Za nebesno telo in ozvezdje glejte Andromeda.
Andromeda je v grški mitologiji herojinja in princesa. Je hči etiopskega kralja Kefeja in Kasiopeje. Kot spravno dejanje za skrunitev njene matere, ki se je imala za lepšo kot Nereide, so jo prikovali na skalo ob morju, kot žrtev za mitološko morsko zver Ketosa. Perzej jo je osvobodil in vzel za ženo. Rodila mu je veliko otrok, med drugim Persesa, mitološkega očeta perzijskih kraljev. 
Za kazen so grški bogovi njo, Perzeja, njene starše in Ketosa spremenili v ozvezdja ali zvezde. 
Je pa tudi boginja lova, gozdov in hribov.